# Andrzej Rzymkowski
Andrzej Maria Rzymkowski (ur. 21 czerwca 1911 w Krakowie, zm. 30 czerwca 1986 w Koszalinie) – polski architekt, profesor Politechniki Wrocławskiej i Krakowskiej oraz Wyższej Szkoły Inżynierskiej w Koszalinie.

## Życiorys
Ukończył gimnazjum w Krakowie, w 1939 uzyskał dyplom inżyniera architekta na Politechnice Lwowskiej. Podjął pracę jako architekt miejski w Katowicach, ale wkrótce (po wybuchu wojny) powrócił do Krakowa i pracował w budownictwie. Od 1945 był wykładowcą krakowskich uczelni – Akademii Górniczo-Hutniczej (w Katedrze Projektowania Architektury w Regionie na Wydziale Politechnicznym) i Uniwersytetu Jagiellońskiego (prowadził zajęcia z budownictwa wiejskiego na Wydziale Rolnym i Wydziale Leśnym). W 1950 na Politechnice Warszawskiej obronił pracę doktorską Planowanie osiedli wiejskich w terenach górskich. W latach 1952–1953 był profesorem Politechniki Wrocławskiej i kierownikiem Katedry Budownictwa Wiejskiego, 1953–1968 profesorem Politechniki Krakowskiej i kierownikiem Katedry Projektowania Budowli Wiejskich; początkowo profesor kontraktowy, od 1954 nadzwyczajny, od 1965 zwyczajny.
Był współautorem wynalazku opatentowanego w 1954 przez Akademię Górniczo-Hutniczą w Krakowie dotyczącego „urządzenia do samoczynnego polepszenia klimatu pomieszczeń dla zwierząt dużych”. Był propagatorem budownictwa z użyciem gliny i słomy stosowanego od XVIII wieku do stawiania dworów, kościołów i pałaców.
Na Politechnice Krakowskiej pełnił funkcję prodziekana Wydziału Architektury (1953–1955). Od 1968 był profesorem Wyższej Szkoły Inżynierskiej w Koszalinie (późniejszej Politechniki Koszalińskiej), kierował Katedrą Budownictwa Wiejskiego na Wydziale Inżynierii Lądowej i Sanitarnej. W tym czasie był jedynym pracownikiem uczelni z tytułem profesora. Prowadził wykłady ponadto na Politechnice Szczecińskiej i Akademii Rolniczo-Technicznej w Olsztynie. Przeszedł na emeryturę w 1981.
W pracy naukowej zajmował się głównie budownictwem użytkowym, budownictwem zagrodowym, projektowaniem osiedli wiejskich. Podkreślał rolę budownictwa inwentarskiego w krajobrazie wsi. Zalecał planowanie i projektowanie we wszystkich skalach na zasadach bioklimatycznych. Publikował również artykuły poświęcone ergonomii, ochronie przyrody i środowiska, na łamach m.in. „Arkad”, „Architektury”, „Informatora Budownictwa Rolniczego”, „Muratora”, „Mojego Domu”. Pisał do prasy codziennej. Był laureatem I nagrody w konkursie architektonicznym na cmentarz wojenny w Siekierkach. Był autorem artykułów dotyczących żeglarstwa (w „Przekroju”, „Żaglach”, „Morzu”), wygłaszał prelekcje w radiu i telewizji. Część prac ukazała się w obcych językach. Z publikacji można wymienić m.in.:
- Budynki dla zwierząt gospodarskich (1954, kolejne wydania 1958, 1963)
- Planowanie i budownictwo osiedli wiejskich (1954, kolejne wydanie 1956)
- Planowanie przestrzenne w górach (1966, kolejne wydanie 1967)
- Ruralistyka. Planowanie obszarów rolniczych i budownictwo wiejskie (1972)
- Modernizacja budynków dla trzody chlewnej (1973)
- Takie sobie ziemskie sprawy. Człowiek i jego środowisko (1973)
- Planowanie i budownictwo osiedli wiejskich (1954, redaktor)
- Budynki dla zwierząt inwentarskich (1957, redaktor)
- Metody planistyczne dla określenia zasięgu kultur rolnych w terenach górskich (1964, redaktor)
- Nasze i wspólne (1975)
- Szkice z natury (1976)
- Konfrontacje koszalińskie (1979)
- Moje powroty (1981)

Andrzej Rzymkowski był członkiem m.in. Stowarzyszenia Architektów RP, Krakowskiego Towarzystwa Plastyków, Koszalińskiego Towarzystwa Społeczno-Kulturalnego. Działał w środowisku esperantystów, zorganizował klub esperanto w Koszalinie, należał do Polskiego Związku Esperantystów; uczestniczył w międzynarodowych zjazdach esperantystów, wygłaszając referaty dotyczące ochrony przyrody. Propagował budownictwo drewniane. Malarz amator, kilkakrotnie wystawiał swoje akwarele pejzażowe. Był założycielem i pierwszym komandorem Yacht Clubu Politechniki Koszalińskiej. 

## Życie prywatne
Był synem krakowskiego architekta Jana Rzymkowskiego i Ludwiki z Zoernerów. Miał siostrę - Marię. Był trzykrotnie żonaty (z Lidią z Harasiewiczów, Marią Zellner-Kątską i Krystyną z Kopańskich); z małżeństwa z Marią Zellner-Kątską miał córkę Annę (zamężną Millerową).
Zmarł 30 czerwca 1986, pochowany w Alei Zasłużonych na cmentarzu Komunalnym w Koszalinie (kwatera AZ-2-2-56).

## Ordery i odznaczenia
- Krzyż Kawalerski Orderu Odrodzenia Polski
- Złoty Krzyż Zasługi
- Medal 10-lecia Polski Ludowej (15 stycznia 1955)[18]
- Odznaka tytułu honorowego „Zasłużony Nauczyciel PRL”
- Złota Odznaka SARP (1977)[19]
- Odznaka „Zasłużony Racjonalizator Produkcji”[2]

## Upamiętnienie
Płaskorzeźba z wizerunkiem prof. Rzymkowskiego znajduje się przed audytorium Politechniki Koszalińskiej (w budynku przy ul. Racławickiej), jego imię nosi jedna z ulic Koszalina. Z okazji 35-lecia Politechniki Koszalińskiej pismo uczelniane przypomniało w kolejnych numerach w 2003 jego felietony i przedrukowało fragment podręcznika Ruralistyka. 

(...) uwielbiany przez brać studencką. Znamienity erudyta, facecjonista i wspaniały gawędziarz, umiał śmiać się z siebie – a to rzadka cecha, propagator naturalnego życia i sportu („boso Panowie po rannej rosie !”), doskonale rysował piórkiem, miał receptę na oczyszczenie Jamna, wspaniały felietonista (...)